# Erich Nelson
Erich Nelson ( 1897 - 1980 ) fue un botánico alemán, destacado orquideólogo.

## Algunas publicaciones

### Libros
- erich Nelson. 2004. „Leopoldshafen: Lebenserinnerungen von Erich Nelson“. 2ª edición de Steffen Dirschka & Gemeindearchiv, 60 pp.

- -----------------, peter Peisl, phillip Cribb, monika shaffer-Fehre. 2001. „Orchis“. Editor Stiftung Dr. h.c. Erich Nelson, 231 pp. ISBN 395222930X

- -----------------. 1976. „Monographie und Ikonographie der Orchidaceen-Gattung Dactylorhiza“

- -----------------. 1968. „Monographie und Ikonographie der Orchidaceen-Gattungen Serapias, Aceras, Loroglossum, Barlia: Tafeln“. Volumen 2 de Monographie. Editor E. Nelson

- -----------------. 1962. „Gestaltwandel und Artbildung erörtert am Beispiel der Orchidaceen Europas und der Mittelmeerländer insbesondere der Gattung Ophrys Mit einer Monographie und Ikonographie der Gattung Ophrys: Textband“. 249 pp.

- -----------------. 1954. „Gesetzmässigkeiten der Gestaltwandlung im Blütenbereich. Ihre Bedeutung für das Problem der Evolution“

- -----------------, hermann Fischer. 1931. „Die Orchideen Deutschlands und der angrenzenden Gebiete“. Ilustró Erich Nelson. 48 pp.

## Honores

### Epónimos
- (Orchidaceae) Deiregyne nelsonii (Greenm.) Burns-Bal.[1]
- La abreviatura «E.Nelson» se emplea para indicar a Erich Nelson como autoridad en la descripción y clasificación científica de los vegetales.[2]